# ماس پوینت (میسیسیپی)
ماس پوینت (به انگلیسی: Moss Point) شهری در ایالت میسیسیپی کشور ایالات متحده آمریکا است که جمعیت آن در سرشماری سال ۲۰۱۰ میلادی، ۱۳٬۷۰۴
نفر بوده‌است.